# Rohrmoos-Untertal
Rohrmoos-Untertal är en tidigare kommun i  distriktet Liezen i förbundslandet Steiermark i Österrike. Den blev den 1 januari 2015 en del av kommunen Schladming.
Kommunen bestod av fyra orter (Ortschaften) (inom parentes invånarantal 1 januari 2024):
- Fastenberg (138)
- Obertal (146)
- Rohrmoos (931)
- Untertal (183)